# Party in Session Live
Party in Session Live – pierwszy album koncertowy Michaela Rose’a, jamajskiego wykonawcy muzyki reggae.
Płyta została wydana w roku 1998 przez amerykańską wytwórnię Heartbeat Records. Znalazło się na niej nagranie z koncertu muzyka w klubie Slim's w San Francisco 21 czerwca 1996 roku. Podczas występu Rose'owi akompaniowali muzycy z zespołu The S.A.N.E. Band. Produkcją krążka zajął Chris Wilson.

## Lista utworów
1. "Introduction"
2. "Sensemilla"
3. "How You Fi Do That"
4. "Gone A New York"
5. "Shine Eye Gal"
6. "Plastic Smile"
7. "Short Temper"
8. "Rude Boys (Back In Town)"
9. "Youths Of Eglington"
10. "I Love King Selassie"
11. "Guess Who's Coming To Dinner"
12. "Bull In The Pen"
13. "Solidarity"
14. "General Penitentiary / Black Maria"
15. "Party Next Door"
16. "Cookie Jar"

## Muzycy
- Lincoln Thomas - gitara
- Trevor McKenzie - gitara basowa
- Tillmon "Tony Ruption" Williams - perkusja
- Howard "Saxy" Messam - saksofon
- Brian "San" Thompson - keyboard
- Melissa Benjamin - chórki